# Štítová hradba
Štítová hradba je pevně semknutá řada mužů, kdy se k sobě pevně přitisknou štíty tak, že se zasune jeden štít do druhého. Přes štíty často byly napřažené dřevcové zbraně jako kopí, sudlice, halapartny.
Štítová hradba byla novou taktikou boje. Nahrazovala do té doby velice oblíbený tzv. „zběsilý útok“, tj. všichni se hrnuli proti nepříteli, bez větší systemačnosti a strategie. Základem úspěchu štítové hradby bylo udržení její celistvosti. Často se její „rozbití“ stávalo pro vojsko osudným.
Proti takto stavěné hradbě se útočilo těžko jak strategicky, tak psychologicky. Mohla dosahovat v závislosti na síle vojska hloubky až deseti mužů za sebou.
Hradba štítů, byla zjevně převzatá od starověkých Římanů. Používá se však dodnes, např. policií při různých nepokojích. Často se také používá formace želvy, která ze štítové hradby vychází.